# Hexaplex erythrostomus
Hexaplex erythrostomus is een in zee levende slakkensoort, die behoort tot de familie Muricidae en het geslacht Hexaplex. Er is nog geen Nederlandse naam voor deze soort die in 1831 door Swainson is beschreven.

## Voorkomen en verspreiding
Hexaplex erythrostomus is een carnivoor die tot 155 mm lang kan worden. Deze soort leeft in ondiep water op rotsbodems en koraalriffen (sublitoraal en circumlitoraal). Deze soort komt voor aan de kusten van Mexico en Panama tot Peru (Zee van Cortéz) - (Panamese- en Peruviaanse provincie).